# 하토리 도쿠타로
하토리 도쿠타로(羽鳥 徳太郎, 1922년 ~ 2015년 12월 6일)는 일본의 지진학자이다. 역사적 지진에 의해 생긴 해일에 관한 많은 연구를 진행하였다.

## 주요저서
- 『歴史津波―その挙動を探る』 出版：海洋出版 (1977/05) ASIN B000J8X406